# Spirit River 133, Alberta
Spirit River 133, din provincia Alberta, Canada este un district municipal, amplasat la coordonatele 55°46′55″N 118°50′02″W / 55.781944°N 118.833889°V. Districtul se află în Diviziunea de recensământ 19. El se întinde pe suprafața de 684.14 km2  și avea în anul 2011 o populație de 713 locuitori.
Cities Orașe
--
Towns Localități urbane
- Spirit River

Villages Sate
- Rycroft

Summer villages Sate de vacanță
--
Hamlets, cătune
--
Așezări
- Bridgeview
- Manir
- Prestville
- Silverwood
- Spirit River Settlement

1. 1 2  Population and dwelling counts, for Canada, provinces and territories, and census subdivisions (municipalities), 2016 and 2011 censuses – 100% data (în engleză), 20 februarie 2019